# Жимбіринське сільське поселення
Жимбіри́нське сільське поселення (рос. Жимбиринское сельское поселение) — сільське поселення у складі Каримського району Забайкальського краю Росії.
Адміністративний центр — село Жимбіра.

## Населення
Населення сільського поселення становить 529 осіб (2019; 577 у 2010, 597 у 2002).

## Склад
До складу сільського поселення входять:
| Населений пункт | Населення, осіб (2002) | Населення, осіб (2010) |
| --------------- | ---------------------- | ---------------------- |
| Жимбіра, село   | 451                    | 457                    |
| Солонцово, село | 146                    | 120                    |